# Rougsø Kommune
Rougsø Kommune i Århus Amt blev dannet ved kommunalreformen i 1970. Ved strukturreformen i 2007 indgik den i Norddjurs Kommune sammen med Grenaa Kommune, Nørre Djurs Kommune og den østlige del af Sønderhald Kommune.

## Tidligere kommuner
Rougsø Kommune blev dannet ved sammenlægning af følgende 5 sognekommuner:
| Kommune         | Folketal 1. januar 1970 | Byer                              |
| --------------- | ----------------------- | --------------------------------- |
| Gjesing-Nørager | 1.543                   | Nørager                           |
| Holbæk-Udby     | 872                     | Holbæk                            |
| Vivild-Vejlby   | 2.661                   | Vivild og det meste af Allingåbro |
| Voer-Estruplund | 627                     |                                   |
| Ørsted          | 1.931                   | Ørsted                            |
| I alt           | 7.634                   |                                   |

Hertil kom et engområde ved Grund Fjord fra Fausing Sogn i Gammel Estrup Kommune.

## Sogne
Rougsø Kommune bestod af følgende sogne:
- Estruplund Sogn (Rougsø Herred)
- Gjesing Sogn (Sønderhald Herred)
- Holbæk Sogn (Rougsø Herred)
- Nørager Sogn (Sønderhald Herred)
- Udby Sogn (Rougsø Herred)
- Vejlby Sogn (Sønderhald Herred)
- Vivild Sogn (Sønderhald Herred)
- Voer Sogn (Rougsø Herred)
- Ørsted Sogn (Rougsø Herred)

og en del af Fausing Sogn.

## Borgmestre[4]
| Periode   | Navn             | Parti      |
| --------- | ---------------- | ---------- |
| 1970-1982 | Søren G. Nielsen | Lokalliste |
| 1982-1994 | Henning Poulsen  | Lokalliste |
| 1994-2006 | Torben Jensen    | Lokalliste |